# Documento sobre a Fraternidade Humana
O Documento da Fraternidade Humana para a Paz e Coexistência Mundial, também conhecido como Declaração de Abu Dhabi ou Acordo de Abu Dhabi, é uma declaração conjunta assinada pelo Papa Francisco da Igreja Católica e Ahmed el-Tayed, Grande Imam de Al -Azhar, em 4 de fevereiro de 2019 em Abu Dhabi, a capital dos Emirados Árabes Unidos.
Apesar de ter assinado  o documento, Ahmed el-Tayed defende públicamente opiniões que lhe são contrárias, tais como a execução dos apóstatas do Islão A Al-Azhar "rejeita categoricamente a intervenção de qualquer política ou regulamentos que afetem/alterem as crenças dos muçulmanos ou as decisões da Xaria" - disse. Tais ideias  "colocam em perigo a estabilidade das sociedades muçulmanas."
O documento sublinha a obrigação dos muçulmanos e cristãos de zelar por cada pessoa humana. Faz um apelo particular aos líderes intelectuais e à mídia para promover a paz em tempos de "extremismo religioso e nacional". Também pede o fim das guerras, do terrorismo e da violência em geral, especialmente aquelas cobertas por motivos religiosos. Este texto veio a inspirar a resolução da ONU que designou o dia 4 de fevereiro como o Dia Internacional da Fraternidade Humana.
Para cumprir os objetivos do documento, em 20 de agosto de 2019, foi criado em Abu Dhabi o Comitê Supremo da Fraternidade Humana com cristãos, muçulmanos e judeus.
Após a assinatura do documento, foi planejada a construção da Casa da Família Abraâmica, em 2022, que abrigará uma mesquita, uma igreja, uma sinagoga e um centro educacional na ilha de Saadiyat, em Abu Dhabi.
Abu Dhabi e os Emirados Árabes Unidos são conhecidos pelo seu crónico desrespeito pelos direitos humanos.